# Villa Gutiérrez
Villa Gutiérrez é uma comuna da província de Córdoba, na Argentina.